# Gangan
Irapuan David Lopes, mais conhecido como Gangan, foi um traficante de drogas brasileiro. Foi um dos bandidos mais procurados da cidade do Rio de Janeiro por décadas, até ser morto em confronto com a polícia.

## Biografia
Gangan dominou o controle da venda de drogas no Morro de São Carlos, Querosene e do Zinco no final dos anos 80 até o início do século XXI. Também controlou o comércio de drogas em muitas outras favelas da cidade, tais como a Serrinha, além de exercer influência sobre o comércio de drogas em favelas importantes da cidade do Rio de Janeiro e um dos principais responsáveis da unificação da favela da Rocinha, Morro da Casa Branca, morro do cruz e morro dos macacos na facção ADA. Foi um dos principais líderes da facção Amigos dos Amigos.
Preso nos anos 1980, após fugir da cadeia, em 1989, se refugiou no São Carlos e lá passou a controlar o comércio de drogas, chegando a ser durante muito tempo um dos criminosos mais procurados da cidade, tendo como comparsas que depois levaram o nome do próprio Gangan, o traficante conhecido como Aritana e depois o atual chefe do tráfico no complexo do São Carlos, o traficante coelho, preso em Rondônia.
Foi apontado como mandante de vários assassinatos de moradores da favela, bem como pela morte do diretor de bateria do Império Serrano, Macarrão, que era líder da associação de moradores da Serrinha, em julho de 2002. No mesmo mês, também foi acusado de ser o mandante de um atentado contra o prédio da Prefeitura do Rio de Janeiro. Apesar de ser o estilo de traficante assistencialista para tentar comprar o apoio das comunidades, era considerado extremamente cruel.
Algum tempo após ser mostrado no programa de TV Linha Direta, no dia 13 de outubro de 2004, foi morto durante operação da polícia no Morro de São Carlos. Os policiais que participaram da operação que levou à sua morte foram promovidos.